# گمینا پوتوک گورنه
گمینا پوتوک گورنه (به لهستانی:  Gmina Potok Górny) یک گمینا در لهستان است که در شهرستان بیوگورای واقع شده‌است. گمینا پوتوک گورنه ۱۱۱٫۱۶ کیلومتر مربع مساحت و ۵٬۵۹۱ نفر جمعیت دارد.